# Nunataki Samutina
Die Nunataki Samutina (Transkription von russisch Нунатаки Самутина) sind eine Gruppe isolierter Nunatakkernim westantarktischen Queen Elizabeth Land. Sie ragen in der Neptune Range der Pensacola Mountains auf. 
Russische Wissenschaftler benannten sie. Der Namensgeber ist nicht überliefert.